# Licuala ridleyana
Licuala ridleyana är en enhjärtbladig växtart som beskrevs av Odoardo Beccari. Licuala ridleyana ingår i släktet Licuala och familjen Arecaceae. Inga underarter finns listade i Catalogue of Life.